# Estación de Paseo de Gracia
La estación de Barcelona-Paseo de Gracia (Barcelona-Passeig de Gràcia oficialmente y en catalán) es un intercambiador multimodal situado en el subsuelo entre la intersección del paseo de Gracia y la Gran Vía de las Cortes Catalanas y la intersección de dicho paseo con la calle de Aragón, en la ciudad de Barcelona. Es punto de enlace de las líneas 2, 3 y 4 del Metro de Barcelona y pasan por ella una línea de Cercanías de Barcelona, la R2, y seis líneas de Media Distancia. En superficie pasan varias líneas de autobuses de la red de TMB. El transbordo entre las líneas 2 y 4 con la línea 3 y Cercanías está formado por un largo pasillo.

## Historia
La historia de la estación de metro se remonta a 1924, momento en que se inauguró la primera línea de metro en Barcelona, la que actualmente es la línea 3. La estación se abrió con el nombre de Aragón al situarse cerca de la intersección del paseo de Gracia con la calle de Aragón.
En 1926 se abrió un ramal de la línea que llevaba hacia la actual estación de Jaume I, primer tramo de la línea 4 que partía desde la estación de Aragón.
En 1972 se cerró el ramal de la entonces línea III y se reabrió un año después ya como línea separada con nuevos andenes cambiando el nombre de la estación por el de Aragón - Gran Vía.
En 1982 se sustituyeron los nombres de las líneas y se cambió el nombre de la estación por el actual de Passeig de Gràcia. Se creó la correspondencia subterránea con la estación de cercanías.
Finalmente, en 1995 se abrió la estación de línea 2 quedando el intercambiador como hoy se conoce.

## Servicios

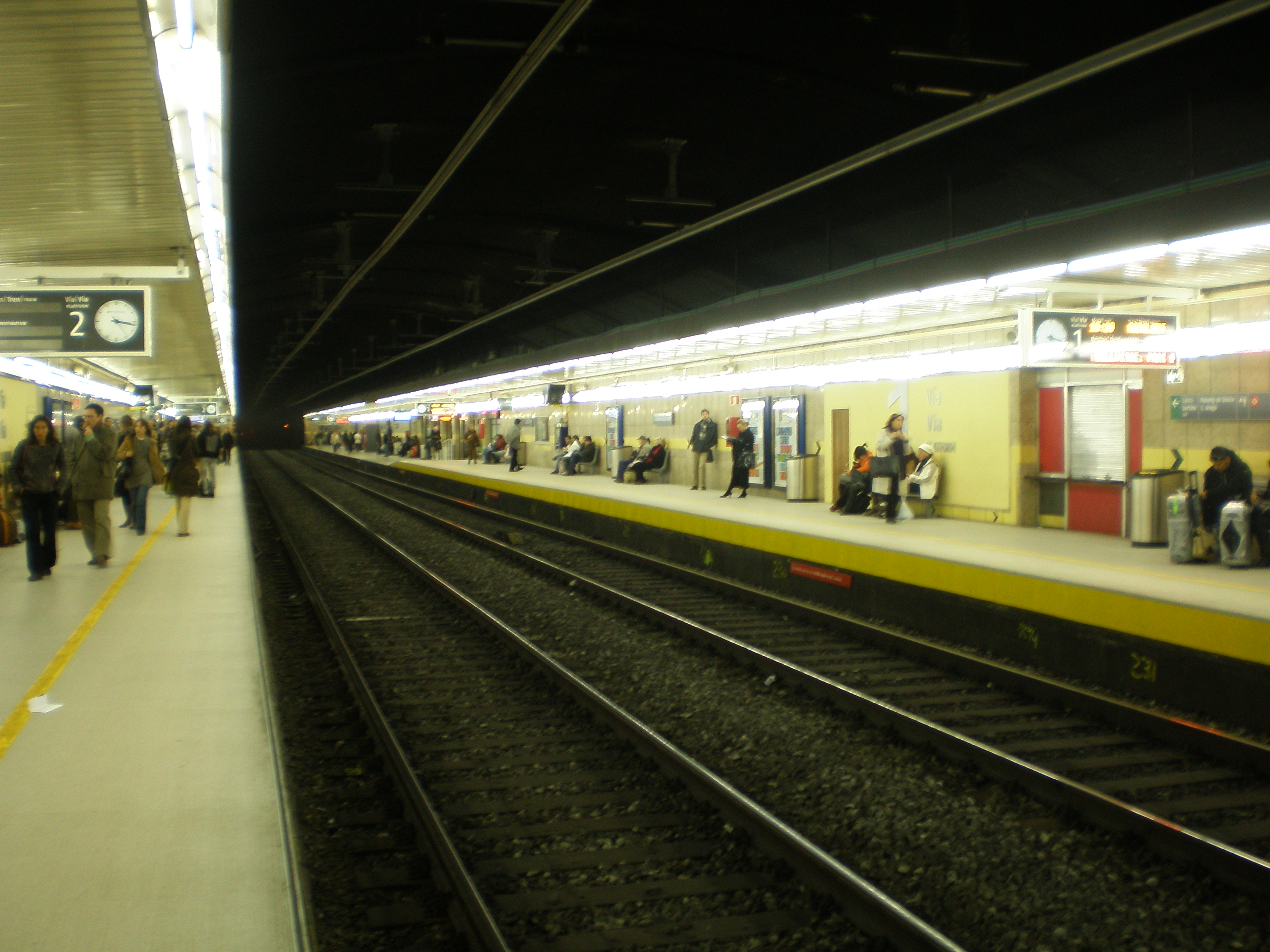
Andenes y vías de la estación de cercanías.

| << cabecera                                                                    | < estación      | línea | estación >                    | cabecera >>                       |
| ------------------------------------------------------------------------------ | --------------- | ----- | ----------------------------- | --------------------------------- |
| Metro                                                                          |                 |       |                               |                                   |
| Paralelo                                                                       | Universidad     |       | Tetuán                        | Badalona Pompeu Fabra             |
| Zona Universitaria                                                             | Cataluña        |       | Diagonal                      | Trinitat Nova                     |
| Trinitat Nova                                                                  | Gerona          |       | Urquinaona                    | La Pau                            |
| Cercanías de Cataluña de Renfe                                                 |                 |       |                               |                                   |
| Castelldefels Sants1                                                           | Sants           |       | Clot-Aragón                   | Granollers                        |
| Aeropuerto                                                                     | Sants           |       | Clot-Aragón                   | San Celoni Massanet-Massanas      |
| San Vicente de Calders Villanueva y Geltrú                                     | Sants           |       | Estación de Francia           | Estación de Francia               |
| Media Distancia Renfe                                                          |                 |       |                               |                                   |
| Barcelona-Sants                                                                | Barcelona-Sants |       | Clot-Aragón                   | Gerona Figueras Portbou / Cerbère |
| Lérida Pirineos (por Valls)                                                    | Barcelona-Sants |       | Barcelona-Estación de Francia | Barcelona-Estación de Francia     |
| Lérida Pirineos (por Reus)                                                     | Barcelona-Sants |       | Barcelona-Estación de Francia | Barcelona-Estación de Francia     |
| Reus Mora la Nueva Flix Ribarroja de Ebro                                      | Barcelona-Sants |       | Barcelona-Estación de Francia | Barcelona-Estación de Francia     |
| Cambrils Tortosa Vinaroz Valencia-Estación del Norte                           | Barcelona-Sants |       | Barcelona-Estación de Francia | Barcelona-Estación de Francia     |
| Port aventura                                                                  | Barcelona-Sants |       | Barcelona-Estación de Francia | Barcelona-Estación de Francia     |
| Caspe Zaragoza-Delicias Zaragoza-Portillo                                      |                 |       |                               |                                   |
| 1 12/13 trenes al día parten o llegan a esta estación desde Massanet-Massanas. |                 |       |                               |                                   |

## Galería

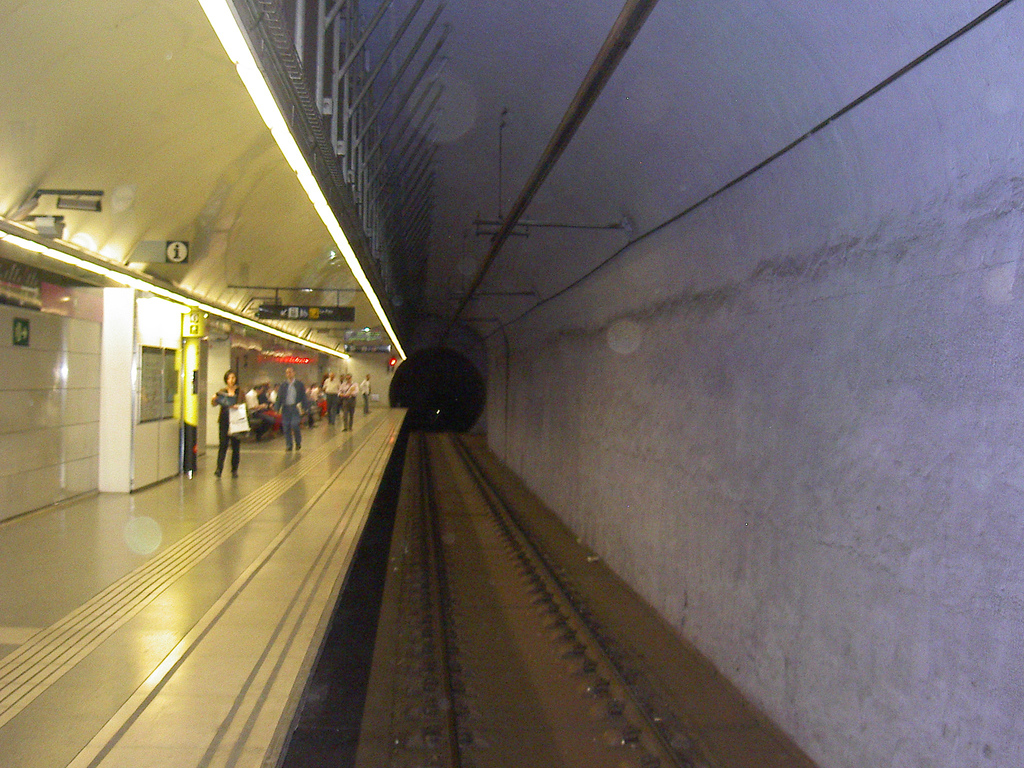
Estación de la L2
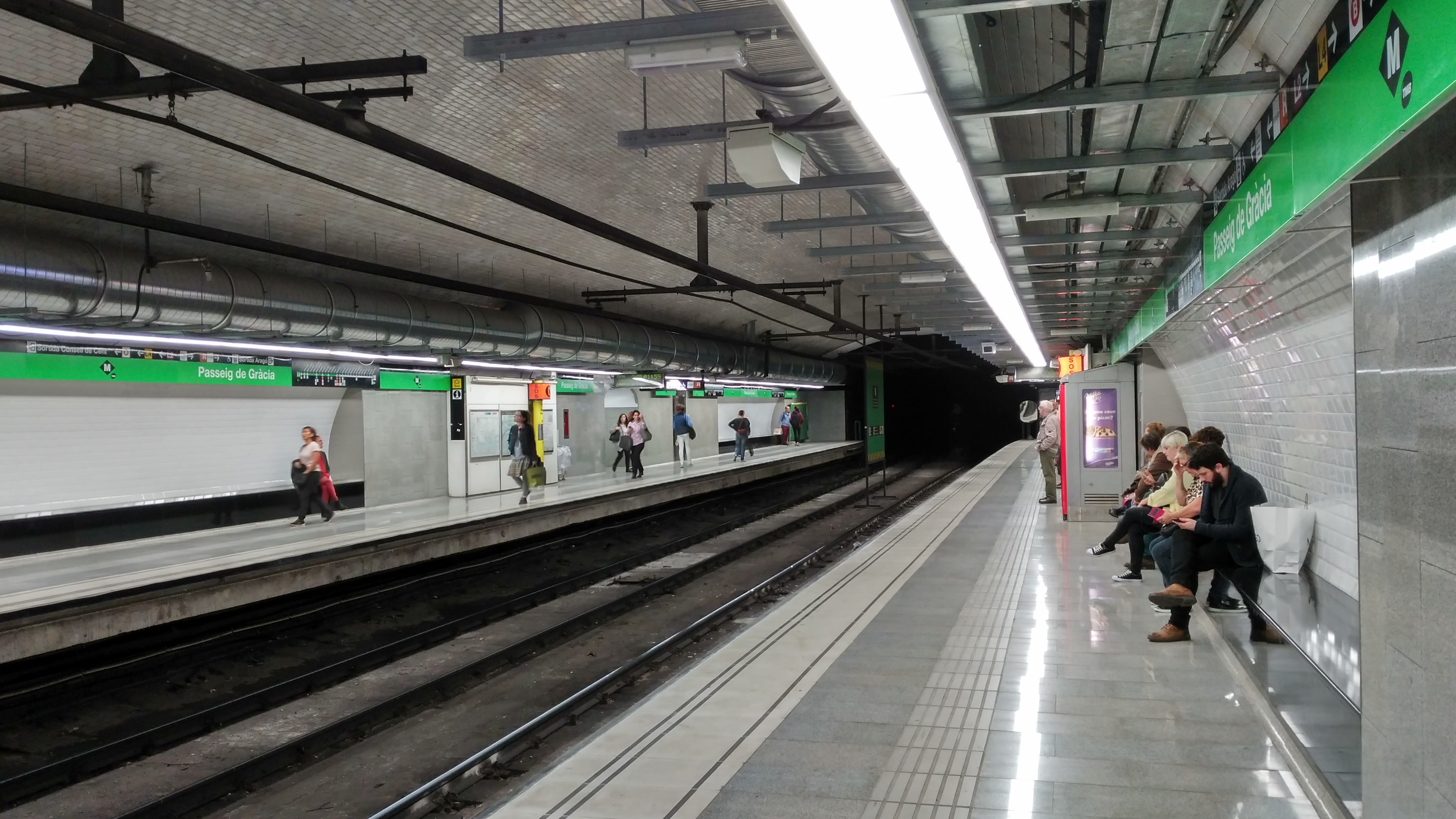
Estación de la L3
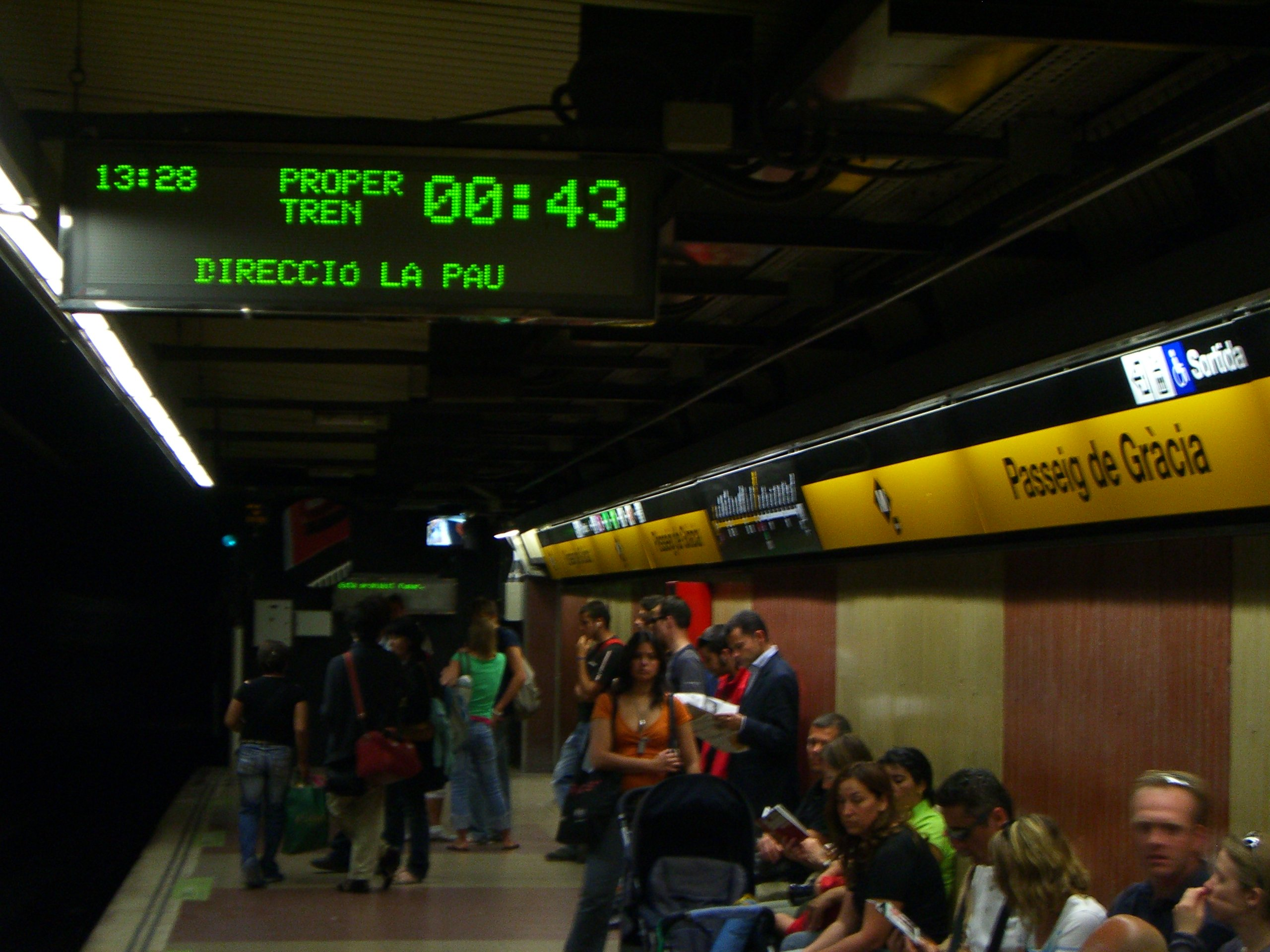
Estación de la L4
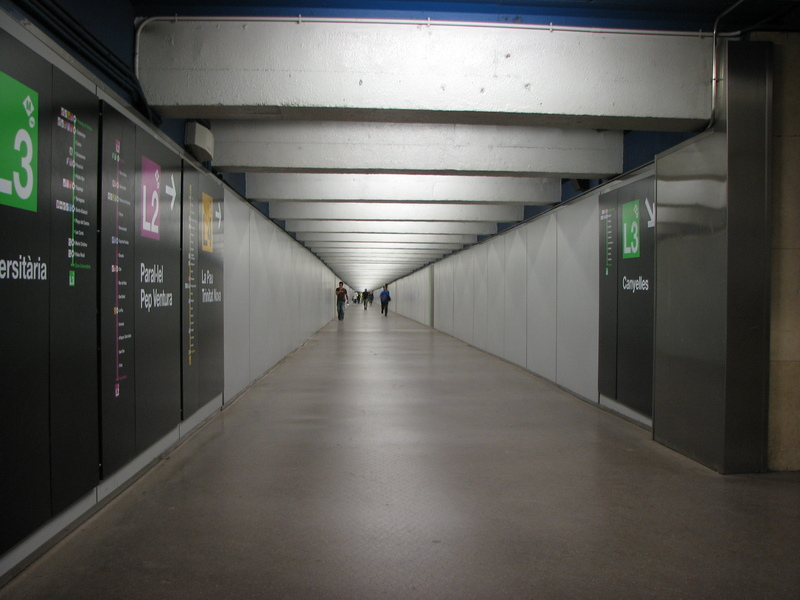
Largo pasillo de enlace entre la L3 y las líneas L2 y L4
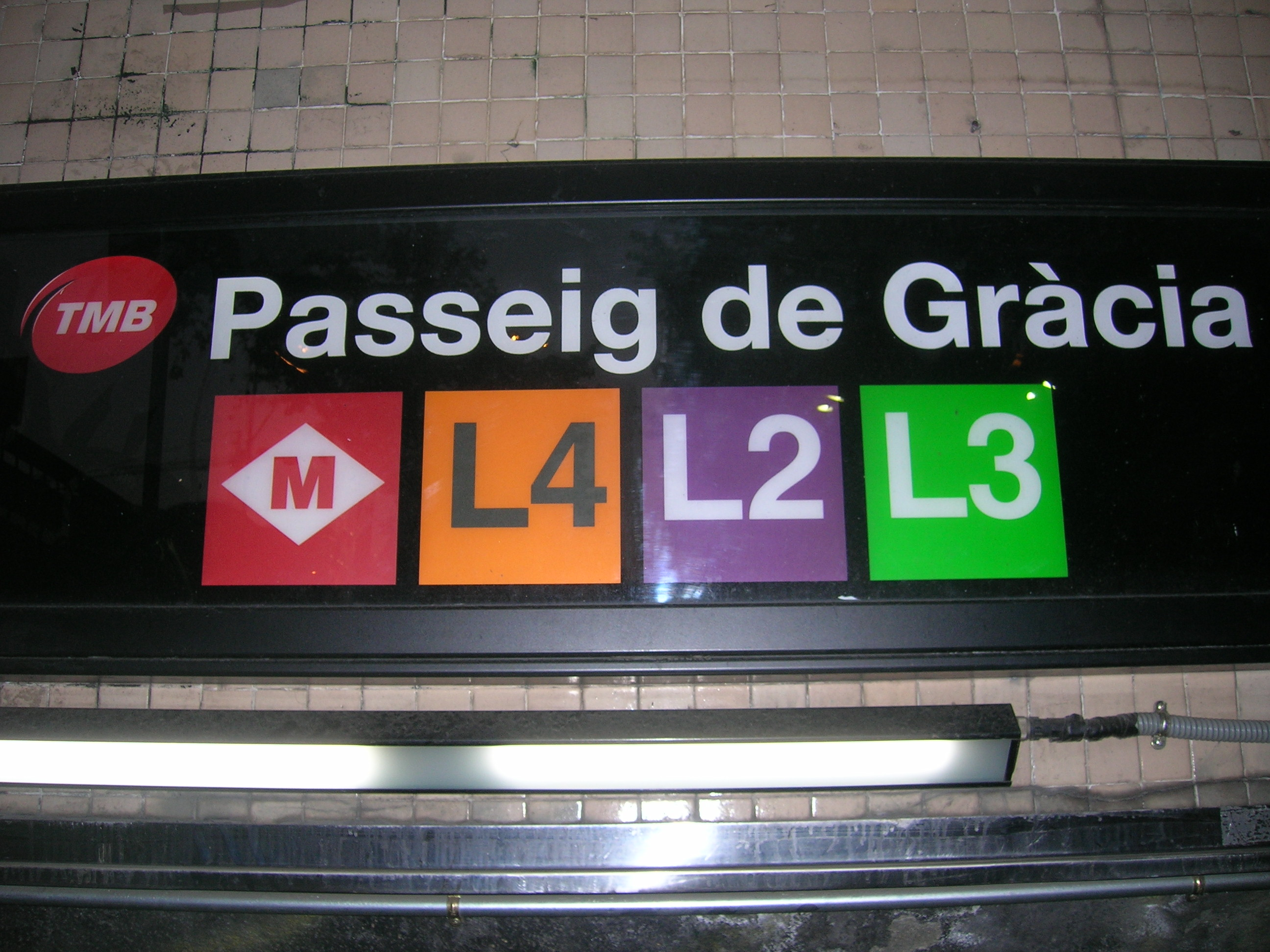
Nombre de la estación en un acceso
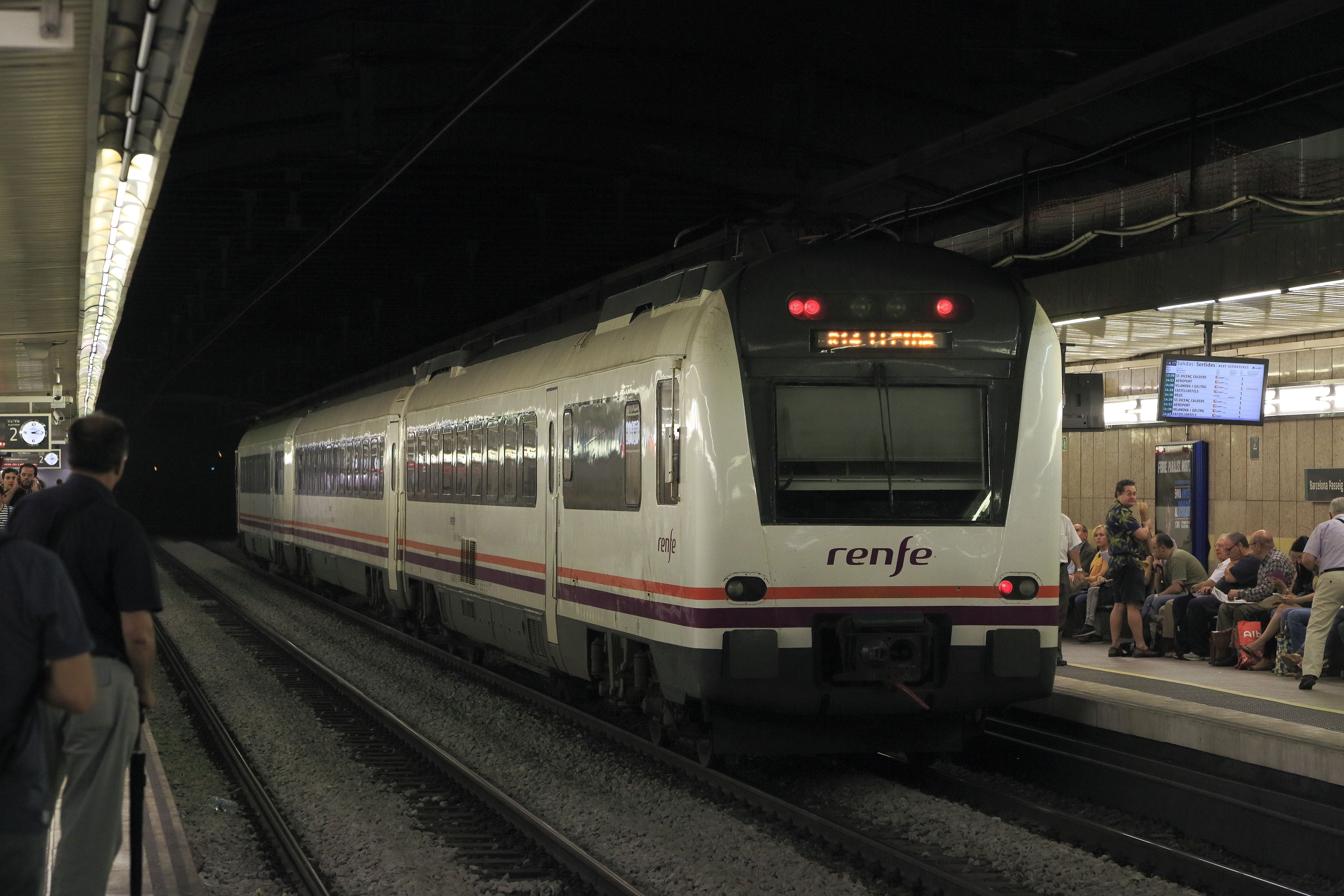
Apeadero de Cercanías
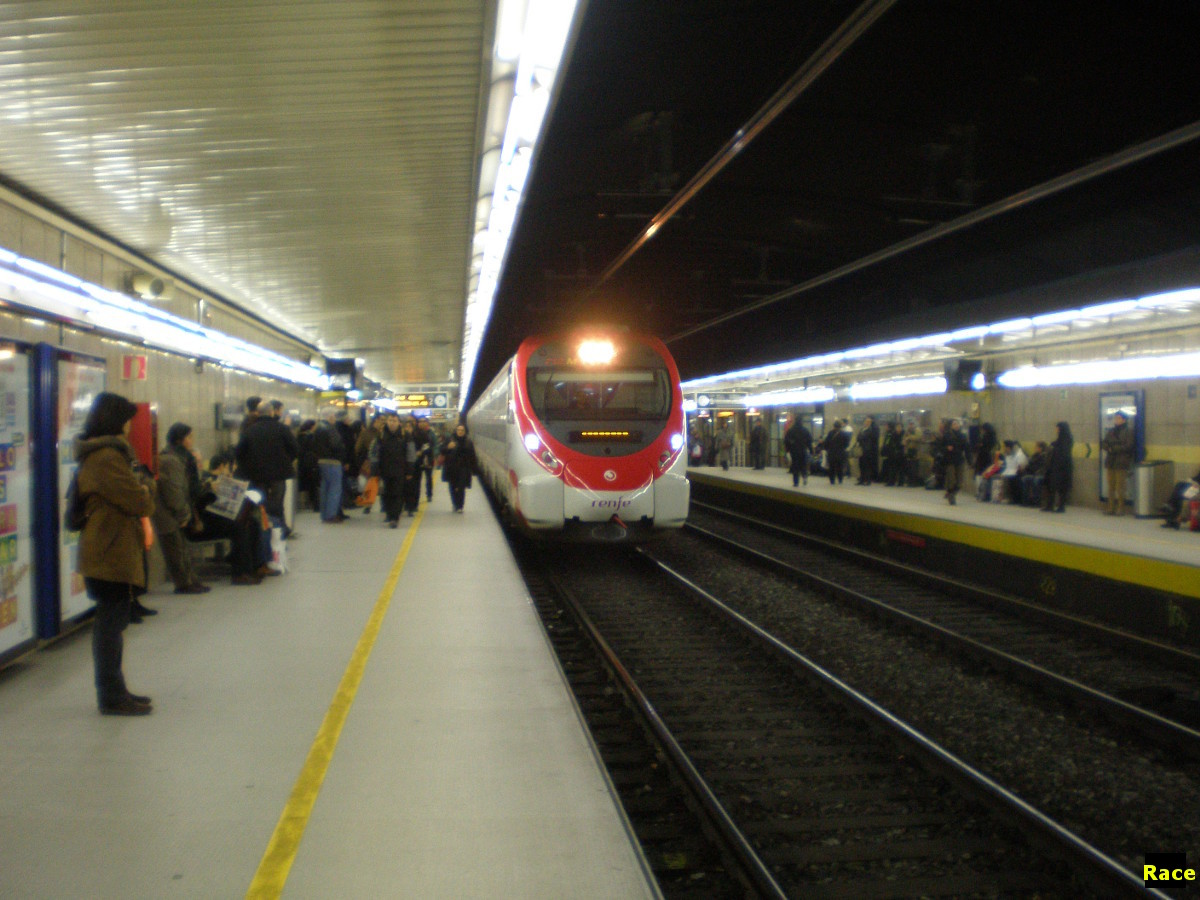
Apeadero de Cercanías
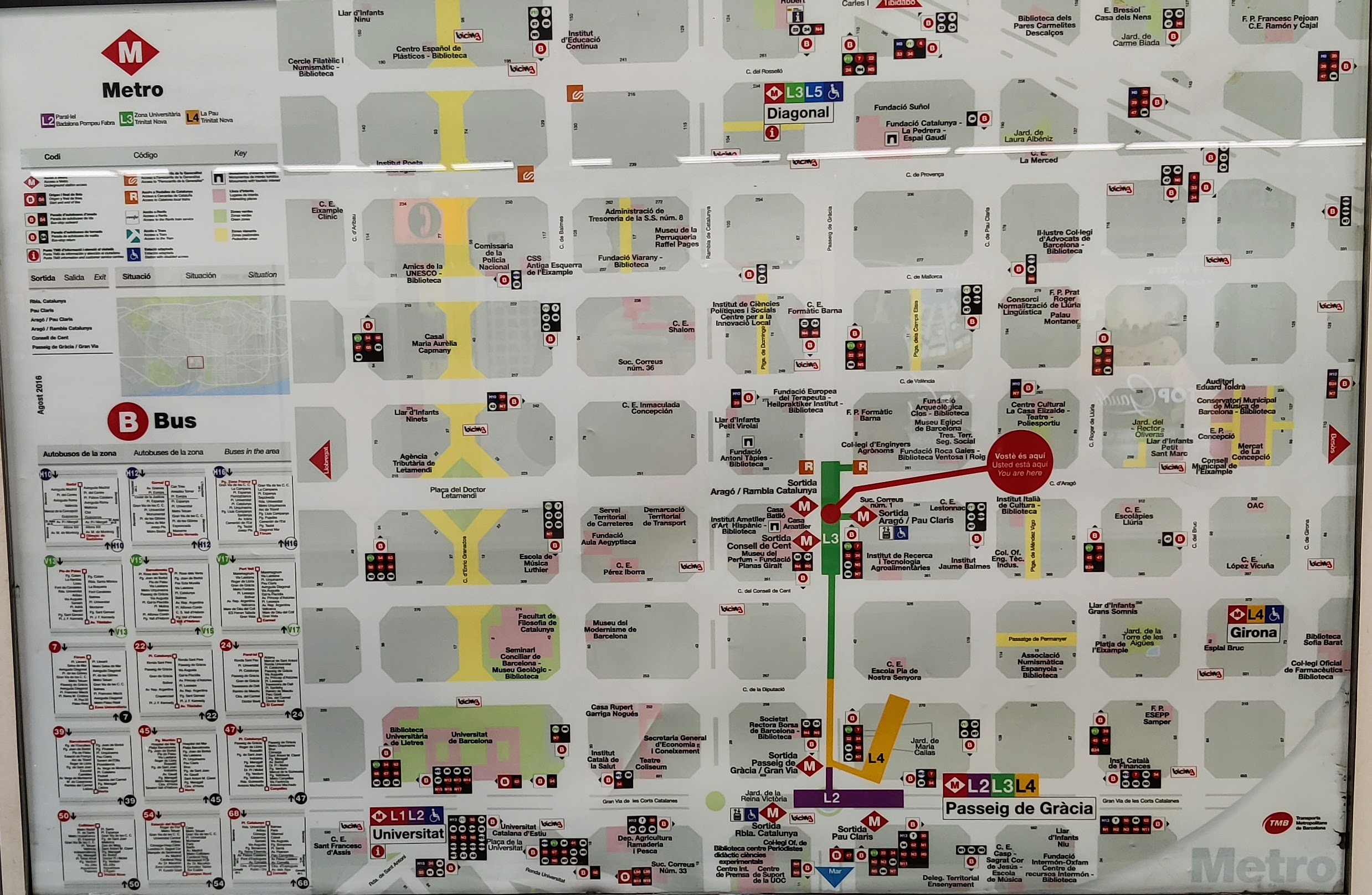
Plano de la estación de Metro y sus accesos.